# سمواليات
سمواليات أو داياستاتيدي (الإسم العلمي: Diastatidae)، هي إحدى فصائل الحشرات تتبع رتيبة قصيرات القرن ضمن رُتبة ذوات الجناحين، تتواجد عادة في النصف الشمالي من الكرة الأرضية، ولها 20 نوعاً في ثلاثة أجناس.